# Marathon (film, 1982)
Pour les articles homonymes, voir Marathon.
Marathon est un film pornographique américain sorti en novembre 1982 aux États-Unis et mettant en vedette John C. Holmes et Ron Jeremy. C'est sur le plateau de ce film que se sont rencontrés John C. Holmes et sa future femme Laurie Rose.